# Joachim Rumohr
Joachim Rumohr (6 de agosto de 1910 - 11 de febrero de 1945) fue un comandante alemán de las SS durante la era Nazi. Comandó la División de Caballería SS Florian Geyer. 
El 1 de abril, Rumohr fue nombrado comandante de la 8.ª División de Caballería SS Florian Geyer. En noviembre de 1944, fue promovido a Brigadeführer y dirigió la división durante la lucha en Budapest. Rumohr recibió la Cruz de Caballero de la Cruz de Hierro con Hojas de Roble. Fue gravemente herido durante el intento de escapar de la ciudad. Frente a la rendición al Ejército Rojo soviético, Rumohr se suicidó el 11 de febrero de 1945.

## Condecoraciones
- Cruz de Hierro 2.ª Clase (14 de noviembre de 1939) & 1.ª Clase (28 de agosto de 1940)[1]
- Cruz Alemana en Oro el 23 de febrero de 1943 como SS-Obersturmbannführer en el Artillerie-Regiment SS-Kavillerie-Division[2]
- Cruz de Caballero de la Cruz de Hierro con Hojas de Roble
  - Cruz de Caballero el 16 de enero de 1944 como SS-Obersturmbannführer y comandante del SS-Artillerie-Regiment 8 "Florian Geyer"[3]
  - Hojas de Roble el 1 de febrero de 1945 como SS-Brigadeführer y comandante de la 8. SS-Kavillerie-Division "Florian Geyer"[4]